# JAあいちビル
JAあいちビル（ジェイエイあいちビル）は、愛知県名古屋市中区錦三丁目にある高層ビルである。一般社団法人JAあいちビルが建設、その維持・管理並びに施設の貸与などの事業を実施している。

## 概要
桜通沿いに建つ高層ビルで、老朽化していた「愛知県農林会館第1ビル・第2ビル」を取り壊して、その跡地に建設されたものである。2011年（平成23年）12月19日に竣工となった。
愛知県下における農業協同組合の中央組織のために、一般社団法人JAあいちビルが施設を保有･管理している。愛知県の農協の本部機能が集められたオフィスビルである。

### 一般社団法人JAあいちビル
前身は愛知県知事所管の社団法人愛知県農林会館で、「愛知県下の農林団体の相互連絡およびその発達を図る」とする目的を掲げている団体である。2013年（平成25年）4月1日より、一般社団法人JAあいちビルへ組織変更及び名称変更している。当ビルの建設･管理が主たる事業である。

## 主なテナント
愛知県の農業協同組合の各種の中央組織の本部が置かれているほか、全国組織全国共済農業協同組合連合会（JA共済） の愛知県本部、米麦振興協会など農協関連組織が入居している。
金融機関の店舗機能を持つ愛知県信用農業協同組合連合会（JAバンクあいち） 本店が1階に入っており、普段はこのフロアのみ一般客が出入りしている。
- 愛知県信用農業協同組合連合会（JAバンクあいち） 本店
- 愛知県経済農業協同組合連合会（JAあいち経済連） 本部
- 愛知県農業協同組合中央会（JA愛知中央会） 本部
- 全国共済農業協同組合連合会（JA共済） 愛知県本部
- 愛知県農協健康保険組合
- 米麦振興協会

## JAあいちビル西館
愛知県農林会館第3ビルは「JAあいちビル西館」に名称変更された。
西館の主なテナントは下記の通りである。
- 農協観光
- 全国共済農業協同組合連合会（JA共済） 愛知県本部
- 日本農業新聞
- 農業振興基金
- 園芸振興基金

## 参考情報・資料
- JA愛知信連・ニュース＆トピックス2012-01-04
- 名古屋市：事務所（平成21年度）（事業向け情報）